# Adult FriendFinder
Adult FriendFinder es una red social para adultos que actúa como servicio de citas en línea y comunidad swinger, siendo fundada por Andrew Conru en 1996. En 2007, fue uno de los 100 sitios más populares de Estados Unidos; entre sus competidores se encuentran sitios como Match.com.

## Historia
En 1993, Andrew Conru creó el primer sitio de citas online, WebPersonals. Tras venderlo en 1995, un año después lanzó FriendFinder.com, una de las primeras redes sociales. Días después de que empezara a funcionar, Conru descubrió que la gente publicaba fotos suyas desnuda y buscaba pareja para actividades orientadas a adultos. Como resultado, creó Adult FriendFinder, que describió como "una válvula de escape". Desde entonces, FriendFinder ha creado otros sitios de citas especializados, como Senior FriendFinder, Amigos.com, BigChurch.com y Alt.com.
La empresa matriz (Various, Inc.) tuvo dificultades para encontrar capital de riesgo debido a la naturaleza adulta de su negocio. En diciembre de 2007, la empresa fue vendida a Penthouse Media Group por 500 millones de dólares. Penthouse cambió más tarde su nombre por FriendFinder Networks. En octubre de 2009, como parte de un acuerdo con The Kluger Agency, el músico Flo Rida lanzó un vídeo musical para su canción Touch Me a través de Adult FriendFinder. Un representante de la agencia declaró que "siempre es genial combinar un disco muy sexy de alto octanaje con una marca muy sexy".
El 17 de septiembre de 2013, la empresa matriz FriendFinder Networks solicitó la protección por bancarrota del Capítulo 11 de la Ley de Quiebras de los Estados Unidos. En diciembre de 2013, FriendFinder Networks salió de la protección por bancarrota con la reorganización en vigor. El fundador Andrew Conru obtuvo el control de la empresa y se desempeña como CEO.

## Visión general
Para acceder a determinadas funciones, como el correo electrónico, las salas de chat privadas, las webcams, los blogs y un webzine, es necesario ser miembro de pago. Adult FriendFinder cuenta con un programa de afiliados por el que los webmasters reciben una compensación por remitir usuarios al sitio.

## Críticas
Adult FriendFinder ha sido acusada de cometer fraudes sistemáticos en la facturación. Según las denuncias presentadas, la empresa sigue facturando a sus clientes incluso después de que éstos hayan cancelado el servicio. Antiguos empleados de la empresa han afirmado que ésta es su política habitual y no el resultado de errores. Estos empleados han declarado que la mayoría de los clientes no se dan cuenta de los cargos durante muchos meses.
A partir de octubre de 2014, cientos de casos civiles se han presentado contra la empresa y una acusación penal fue hecha por la Comisión Federal de Comercio contra la empresa.[18] En 2007, Adult FriendFinder llegó a un acuerdo con la Comisión Federal de Comercio sobre las acusaciones de que la empresa había utilizado malware para generar anuncios pop-up explícitos para el servicio en los ordenadores sin el consentimiento del usuario.

La adquisición de Adult FriendFinder por parte de Penthouse fue objeto de una demanda en 2007 por parte de Broadstream Capital Partners, un banco de negocios que ayuda con las fusiones, alegando que Penthouse incumplió un contrato de 2006 al comprar la empresa sin obtener el consentimiento de Broadstream, una afirmación que Penthouse niega. La demanda se resolvió por 15 millones de dólares en 2011.

## Fallos de seguridad
En mayo de 2015, Adult FriendFinder fue hackeado por usuarios asociados a los foros Hell, con los hackers robando información personal de hasta cuatro millones de usuarios del sitio.
El 13 de noviembre de 2016, se informó de que una base de datos de nombres de usuario, correos electrónicos y contraseñas había sido violada y filtrada de Adult FriendFinder y otros sitios web de FriendFinder Networks. La filtración incluía 300 millones de cuentas de usuario de Adult FriendFinder, incluidos los datos de 15 millones de cuentas que supuestamente habían sido "eliminadas". Las contraseñas no se habían cifrado en absoluto, ni siquiera se les había aplicado el algoritmo SHA-1, obsoleto e inseguro.

## Premios
El sitio ganó el premio XBIZ en 2010 al "Programa de citas del año". También fue elegido Mejor sitio de citas para adultos de 2012 por About.com. En 2022, el sitio volvió a ganar en los XBIZ a la "Empresa de citas del año".